# Malleus Maleficarum

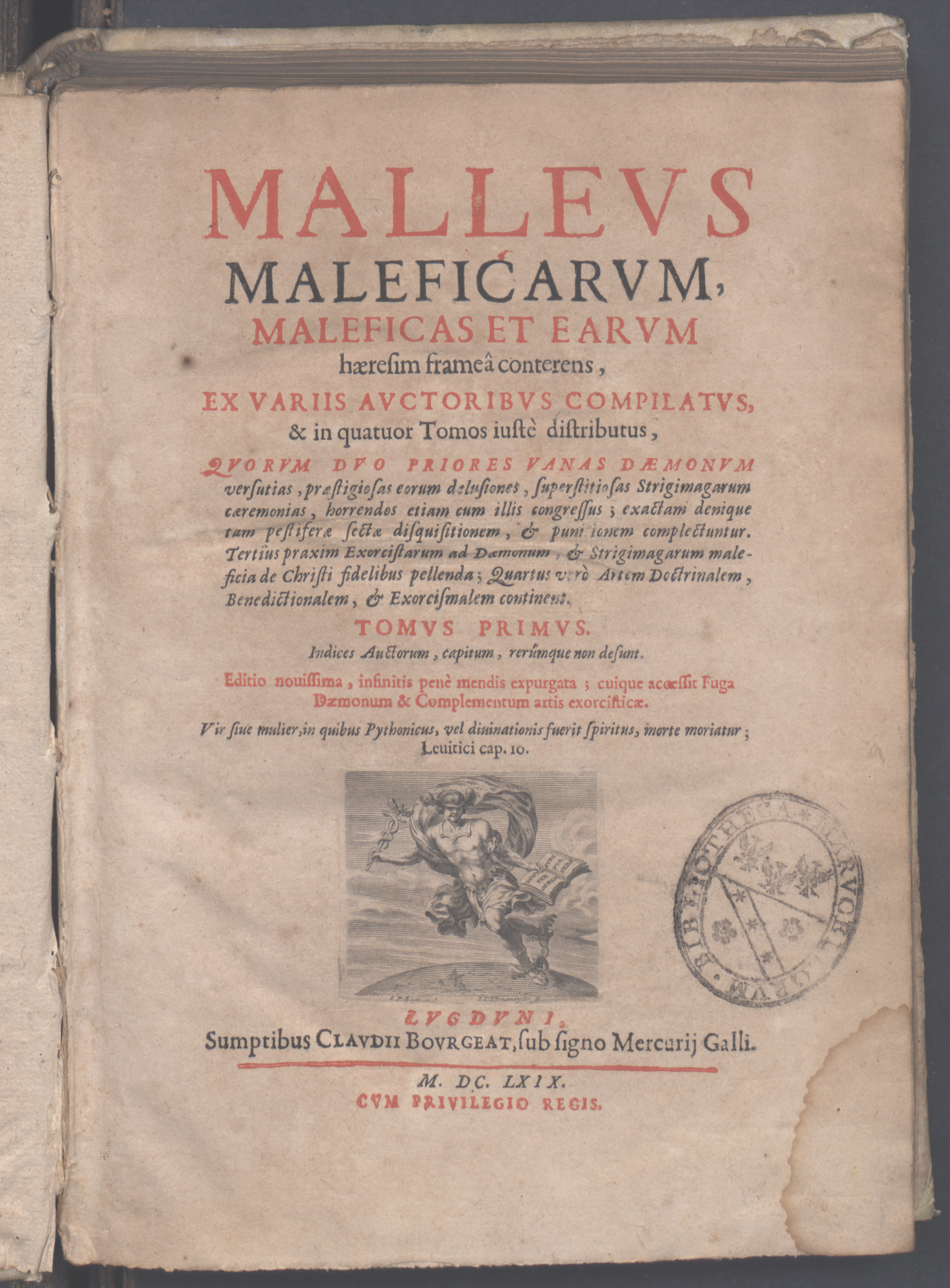
Обгортка книги 1669 року

«Malleus Maleficarum», буквально «Молот відьом» (нім. Hexenhammer) — одна з найвідоміших книг з демонології, написана в 1486 році, двома ченцями-домініканцями і за сумісництвом інквізиторами Генріхом Крамером та Якобом Шпренгером.

## Історія
Книга є інструкцією з розпізнавання відьом. Вона швидко стала бестселером, серед багатьох відомих людей, богословів, мала великий авторитет. Її називали ноткою права, й вона такою стала. Для інквізиції вона стала головною книгою, згідно з якою можна було засудити людину до мук та смерті. Довівши, що людина має зв'язок з дияволом, її безпроблемно засуджували до спалення.

## Зміст
У книзі описано багато випадків з практики інквізиції, методи розпізнавання сатанинських витівок, правила проведення допитів, методи, які призводять до ефективних зізнань. Сама книга сформована з трьох частин, кожна у свою чергу з розділів. Назва кожного розділу — це питання, далі чередують роздуми й відповіді на питання. Для мольфарства, відьомства, книга описує необхідність існування трьох елементів, це злий задум відьми, безпосередня допомога диявола і Боже попущення. В першій частині книги описуються три складові сили чаклунства, зокрема: Диявол, Чаклун та Боже попущення. Друга частина розказує про чародійство, і як його позбуватись. Третя, остання частина, описує методи викорінення зла та боротьби з ним.

## Згадки в художній літературі
- Валерій Шевчук. Сота відьма // Дерево пам'яті: Книга українського історичного оповідання: Для ст. шк. віку: Вип. 3: Світова історія / Упоряд. текстів та іл., автор передм. і прим. Ю. М. Хорунжий; Худож. оформл. І. М. Гаврилюка. - К.: Веселка, 1991. - 511.: іл. - (Б-ка "Золоті ворота"). - ISBN 5-301-01086-7 (вип. 3). - ISBN 5-301-01085-9